# 1933年ミラノ・トリエンナーレ
第5回ミラノ・トリエンナーレ (V Triennal of Milan) は、1933年5月10日から9月までイタリアのミラノで開催されたトリエンナーレであり、博覧会国際事務局から認定された国際博覧会（特別博）である。テーマは「Decorative industrial and modern Arts and modern architecture」。